# كتاب الحلقات الخمس
كتاب الحلقات الخمس (باليابانية: 五輪書، غو رين نو شو) هو عمل عن الكينجوتسو والفنون القتالية عموما، كتب بقلم المبارز مياموتو موساشي حوالي العام 1645. ظهرت ترجمات مختلفة على مر السنين، ويتمتع الكتاب بجمهور أوسع من نطاق الفنون القتالية: على سبيل المثال، يجد بعض كبار رجال الأعمال مناقشاته حول النزاع واستغلال الفرص أمرا ذا علاقة بعملهم. وتستخدمه مدرسة هيوهو نيتن إيتشي ريو كدليل لممارسة الأساليب والفلسفة.
وضع موساشي مفهوم الجدية في عمله. على سبيل المثال، فهو يشير كثيرا إلى أن أساليب التلويح مبالغ بها، ويقابل القلق بشأن مثل هذه الأشياء بمبدأ أن الهدف من كل أسلوب هو ببساطة الإنهاء على الخصم. ويؤكد أيضا بأن المفاهيم في الكتاب مهمة في المعركة على أي مقياس، سواء في المبارزات الفردية أو المعارك الهائلة. غالبا ما ينبه موساشي القارئ أن عليه تحري المبادئ ويتعمق بها عن طريق الممارسة بدلا من محاولة تعلمها بمجرد القراءة.
يصف موساشي أسلوب السيفين (nitōjutsu): وذلك باستخدام الكاتانا والواكيزاشي مع بعضهما، على نقيض الطريقة التقليدية التي تستخدم الكاتانا الذي يحمل باليدين. إلا أنه يصف استخدام السيفين فقط بشكل واضح في قسم عن القتال ضد العديد من الخصوم. لا تشير القصص حول مبارازات موساشي إلى أنه كان يستخدم سيفين، بما أن أغلبها حكايات شعبية، وقد تكون الحكايات خاطئة. يرى البعض بأن موساشي لا يقصد بكلامه استخدام سيفين في وقت واحد، لكن بالأحرى أن يكتسب البراعة باستخدام أي سيف بأي يد متى دعت الحاجة. ولكن موساشي يذكر ضمن الكتاب أن الفرد يجب أن يتدرب لمدة طويلة بسيف في كل يدّ، بذلك يدرب الجسم ويحسن قدرته على استعمال النصلين بشكل آني.